# منتخب باراغواي تحت 20 سنة لكرة القدم
منتخب الباراغواي تحت 20 سنة لكرة القدم (بالإسبانية: Selección de fútbol sub-20 de Paraguay)‏ هو ممثل باراغواي الرسمي في المنافسات الدولية في كرة القدم في فئة كرة قدم تحت 20 سنة للرجال.